# Keyhole Markup Language
Keyhole Markup Language (KML) este o notație XML pentru exprimarea adnotării și vizualizării hărților geografice bidimensionale și tridimensionale a Pământului. KML a fost dezvoltat pentru a fi utilizat cu soft-ul Google Earth, care a fost numit inițial Keyhole Earth Viewer. A fost creat de Keyhole, Inc, și a fost achiziționat de Google în 2004. KML a devenit un standard internațional al Open Geospatial Consortium în 2008. Google Earth a fost primul program capabil să vizualizeze și să editeze grafic fișiere KML, dar alte proiecte precum Marble au adăugat suport KML.

## Structura
Fișierul KML specifică un set de caracteristici (semne de poziție, imagini, poligoane, modele 3D, descrieri textuale etc.) care pot fi vizualizate pe hărți-le din soft-uri geospațiale care pot sa implementeaze codificarea KML. Orice locație poate fi întotdeauna reprezentata printr-o longitudine și o latitudine. Alte date pot face vizualizarea mai specifică, cum ar fi înclinarea, direcția, altitudinea, care împreună definesc o „vizualizare” împreună cu un timestamp sau interval de timp. KML împărtășește o parte din aceeași gramatică structurală ca Geography Markup Language (GML). Unele informații KML nu pot fi vizualizate în Google Maps sau Mobile.
Fișierele KML sunt foarte des distribuite în fișiere KMZ, care sunt fișiere KML comprimate care au extensiea .kmz. Conținutul unui fișier KMZ este un singur document KML rădăcină (noțional „doc.kml”) și opțional se pot include orice suprapuneri, imagini, pictograme și modele COLLADA⁠(d) 3D la care se face referire în KML, inclusiv fișiere KML conectate la rețea. Documentul rădăcină KML prin convenție este un fișier numit "doc.kml" la nivelul directorului rădăcină, care este fișierul încărcat la deschidere. Prin convenție, documentul KML rădăcină se află la nivelul rădăcină și fișierele de referință se află în subdirectoare (de exemplu, imagini pentru imagini suprapuse). 

Un exemplu de document KML este:
```
<?xml version="1.0" encoding="UTF-8"?>

<kml
 
xmlns=
"http://www.opengis.net/kml/2.2"
>

<Document>

<Placemark>

 
<name>
New
 
York
 
City
</name>

 
<description>
New
 
York
 
City
</description>

 
<Point>

  
<coordinates>
-74.006393,40.714172,0
</coordinates>

 
</Point>

</Placemark>

</Document>

</kml>

```

Tipul MIME asociat cu KML este application/vnd.google-earth.kml + xml ; tipul MIME asociat cu KMZ este application/vnd.google-earth.kmz.

## Sisteme de referință geodezice în KML
Pentru sistemul său de referință, KML folosește coordonate geografice 3D: longitudine, latitudine și altitudine, în această ordine, cu valori negative pentru vest, sud și sub nivelul mediu al mării dacă sunt disponibile datele altitudinii. Longitudinea, componentele latitudinii (grade zecimale) sunt definite de sistemul geodezic mondial din 1984 (WGS84). Componenta verticală (altitudinea) este măsurată în metri de la baza de date verticală Geoid WGS84 EGM96⁠(d). Dacă altitudinea este omisă dintr-un șir de coordonate, de exemplu (-77.03647, 38.89763), atunci valoarea implicită 0 (aproximativ nivelul mării) este asumată pentru componenta altitudinii, adică (-77.03647, 38.89763, 0).
O definiție formală a sistemului de coordonate de referință (codificat ca GML) utilizat de KML este conținută în Specificația OGC KML 2.2. Această definiție face referire la componente bine cunoscute EPSG CRS .

## Proces standard OGC
Specificația KML 2.2 a fost transmisă Open Geospatial Consortium pentru a-i asigura statutul de standard deschis pentru toate soft-urile de reprezentarea Pamantului Virtual. În noiembrie 2007,  a fost înființat în cadrul OGC un nou grup de lucru pentru standarde KML 2.2 pentru a oficializa KML 2.2 ca standard OGC. Au fost solicitate comentarii cu privire la standardul propus până la 4 ianuarie 2008 și a devenit standard oficial OGC la data de 14 aprilie 2008.
Cei de la KML OGC au terminat lucrul la cererile de modificare pentru KML 2.2 și a încorporat modificările acceptate în standardul KML 2.3. Standardul oficial OGC KML 2.3 a fost publicat la data de 4 august 2015.

## Vezi si
- CityGML
- Sistem de gestionare a conținutului geospațial.
- Format GPS eXchange.
- Puncte de interes (POI).
- Punct de cale (Waypoint).

## linkuri externe
- OGC KML 2.2 Standard
- Schema oficială KML 2.2 OGC
- Documentația KML Google